# Campionati europei di atletica leggera 1938 - Getto del peso femminile
Il getto del peso femminile ai campionati europei di atletica leggera 1938 si svolse il 17 settembre 1938.

## Podio
| Oro     | Hermine Schröder Germania  |
| Argento | Gisela Mauermayer Germania |
| Bronzo  | Wanda Flakowicz Polonia    |

## Risultati
| Pos.    | Nome                 | Nazionalità   | Misura  | Note                  |
| ------- | -------------------- | ------------- | ------- | --------------------- |
| Oro     | Hermine Schröder     | Germania      | 13,29 m | Record dei campionati |
| Argento | Gisela Mauermayer    | Germania      | 13,27 m |                       |
| Bronzo  | Wanda Flakowicz      | Polonia       | 12,55 m |                       |
| 4       | Helma Wessel         | Germania      | 12,55 m |                       |
| 5       | Bevis Reid           | Gran Bretagna | 12,10 m |                       |
| 6       | Ida Lavize           | Lettonia      | 11,70 m |                       |
| 7       | Genowefa Cejzik      | Polonia       | 11,68 m |                       |
| 8       | Irja Lipasti         | Finlandia     | 11,64 m |                       |
| 9       | Amelia Piccinini     | Italia        | 11,30 m |                       |
| 10      | Britta Awall         | Svezia        | 10,96 m |                       |
| 11      | Ans Niesink          | Paesi Bassi   | 10,66 m |                       |
| 12      | Kathleen Dyer-Tilley | Gran Bretagna | 10,49 m |                       |